# Herman d'Oultremont
Le comte Herman Marie Ghislain d'Oultremont est un officier et cavalier belge, né à Bruxelles le 2 avril 1882 est mort à Woluwe-Saint-Lambert le 17 février 1943. 

## Biographie
Herman d'Oultremont est le fils du comte Adrien d'Oultremont et de Clotilde, baronne de Woelmont. Marié à Yvonne Mesdach de ter Kiele, il est le beau-père du baron Jean van der Straten Waillet et du comte Walram de Borchgrave d'Altena.
Grand cavalier, il participa avec succès à de nombreux steeple-chase internationaux qu'il remporta plusieurs années consécutives entre 1912 et 1930.
Le 20 septembre 1919, il remporte "open to horses of the Armies of our Allies" à Cologne. La coupe est remise par "British Army of the Rhine". Il montait Radius. 
Aux Jeux olympiques de 1920, il obtient la médaille d'argent au saut d'obstacles en équipe. 
Major de cavalerie, il meurt en service le 17 février 1943.

## Distinctions et décorations
- Commandeur de l'ordre de Léopold II
- Officier de l'ordre de Léopold
- Officier de l'ordre de la Couronne avec palme
- Officier de l'ordre de l'Épée
- Croix de guerre

## Sources
- Ressources relatives au sport :   - Olympedia
  - Team Belgium
- Sports-reference
- L'Éventail, 1936